# Fenomeno (personaggio)
Fenomeno (in lingua originale Juggernaut), il cui vero nome è Cain Marko, è un personaggio dei fumetti creato da Stan Lee e Jack Kirby nel 1965, pubblicato dalla Marvel Comics.
Fratellastro di Charles Xavier, mentore degli X-Men, è principalmente loro avversario ma in certe occasioni diventa alleato degli stessi.

## Biografia del personaggio

### Origini
Cain Marko è il figlio dello scienziato Kurt Marko, che diventa il patrigno di Charles Xavier quando sposa sua madre Sharon dopo la morte del marito Brian, di cui Kurt è parzialmente responsabile. Kurt favorisce Charles e abusa di Cain, che prova rancore verso il fratellastro e lo prende spesso in giro. Dopo la morte di Kurt, che si sacrificherà per salvare i due ragazzi da un incendio nel suo laboratorio, Cain si allontanerà ancora di più da Charles. Cain e il suo fratellastro servono poi nell'esercito degli Stati Uniti, e mentre sono di stanza in Corea, Marko trova un tempio nascosto dedicato all'entità Cyttorak.
Entrando, Marko trova e tiene in mano un enorme rubino e legge ad alta voce l'iscrizione sulla pietra: "Chiunque tocchi questa gemma riceverà il potere della Gemma Cremisi di Cyttorak! D'ora in poi, tu che leggi queste parole, diventerai... per sempre... un fenomeno umano!" La gemma incanala il potere di Cyttorak in Marko. La trasformazione provoca un crollo e Cain viene sepolto e presumibilmente ucciso, senza essere sentito di nuovo fino a un improvviso attacco al quartier generale degli X-Men.
Xavier racconta l'origine del Fenomeno agli X-Men, e dopo aver scrollato di dosso le difese della villa e spazzato via gli X-Men, Marko affronta Xavier. Gli X-Men si raggruppano e attaccano, mentre Xavier convoca il membro dei Fantastici Quattro la Torcia Umana per aiutare i mutanti; la Torcia genera "impulsi" di fiamma che essenzialmente ipnotizzano Cain, distraendolo abbastanza a lungo da permettere ad Angelo di rimuovere il suo elmo, rendendo Marko suscettibile di un attacco telepatico di Xavier.

### Carriera criminale
Come criminale Fenomeno ha affrontato un gran numero di eroi, dagli X-Men e gruppi legati, ai Vendicatori, Thor, l'Uomo Ragno, Venom, il Dottor Strange e molti altri ancora. Spesso e volentieri Fenomeno ha agito in compagnia del criminale Black Tom Cassidy, a cui è stato legato da una forte amicizia.

### Carriera da eroe
Cain chiese aiuto agli X-Men per salvare il suo amico Black Tom. In seguito Fenomeno si fermò presso la scuola di Xavier, iniziando a collaborare con gli X-Men e diventando anche insegnante. Inizialmente malvisto dai suoi compagni di squadra, Cain si mostrò presto un elemento molto prezioso per la stessa.
Dentro la scuola fece amicizia con il piccolo Sam, un mutante dal volto di pesce. Quando scoprì che Sam veniva picchiato dal padre Cain reagì violentemente uccidendo l'uomo. Questo lo fece finire in carcere, ma riuscì a uscirne grazie all'aiuto di Jennifer Walters, l'avvocato noto anche come She-Hulk, con cui ebbe anche una breve relazione sentimentale. Si scoprì in seguito, sulle pagine della serie di She-Hulk, che si trattava della She-Hulk proveniente da un universo alternativo, non di quella dell'universo standard (terra-616).

### Thunderbolts e Fear Itself
Più tardi Marko entrò in possesso dell'Uni-potere, che lo rese brevemente Capitan Universo; Cyttorak gli diminuì i poteri, vedendo la sua nuova trasformazione come un affronto. Venne così rinchiuso nel Raft, da dove esce per poco tempo in quanto nominato membro dei Thunderbolts di Luke Cage.
Mentre si trova ancora in prigione viene a contatto con uno dei martelli rilasciati sulla Terra dal Dio asgardiano Serpente, e diventa Kuurth, distruttore di pietre, uno dei Valorosi. Allo scopo di indebolirlo Magik entra nella dimensione di Cyttorak per convincere l'entità a togliergli i poteri, che vengono trasferiti a Colosso. In seguito, durante la battaglia finale tra Vendicatori e Valorosi, viene sconfitto da Wolverine, che indossava un'armatura di uru. Con la morte del Serpente il martello viene disattivato e Marko si trova senza poteri (pur mantenendo la sua enorme mole).

## Poteri e abilità
In termini di pura forza fisica il Fenomeno è uno dei personaggi più potenti di tutto l'universo Marvel: la Gemma di Cyttorak gli ha infatti conferito capacità fisiche sovrumane, lo rifornisce costantemente di energia facendo sì che non accusi la fatica e ha creato attorno al suo corpo un campo di forza invisibile e impenetrabile. L'armatura che indossa, inoltre, lo rende invulnerabile anche senza il campo di forza, tanto che neanche gli artigli di Wolverine riescono a ferirlo.
Fenomeno viene anche chiamato "l'inarrestabile" perché si dice che non esiste forza in grado di fermarlo: soltanto Hulk, in una delle sue incarnazioni più potenti chiamata War Hulk, e Thor, sono stati in grado di fermarlo. War Hulk, per fermarlo, ha usato la sua enorme forza fisica, mentre Thor invece ha usato il God-Blast. Tra le prove di resistenza più famose del Fenomeno, c'è quella contro l'Uomo Ragno: mandato dall'amico Black Tom Cassidy a recuperare Madame Web per sfruttare i suoi poteri psichici e sconfiggere gli X-Men, Fenomeno resiste a tutti i tentativi del tessiragnatele di fermarlo distruggendo mezza New York e resistendo alla carica di eroi venuti in aiuto di Parker. Thunderstrike, un eroe con poteri simili a quelli del dio del tuono Thor, gli ha lanciato contro il martello magico che Odino in persona gli aveva donato, senza infliggergli alcun danno, riuscendo però a togliere a Fenomeno l'elmetto con l'ascia di Bloodaxe.
La sua potenza è tale da poter combattere alla pari con esseri come Thor, la Cosa, Hulk, Colosso, Power Man e tutti gli X-Men al completo.

## Altre versioni

### Ultimate
Nell'universo Ultimate, Fenomeno è a tutti gli effetti un mutante ed era uno dei membri di Arma X, insieme a Rogue, di cui era innamorato. In questo universo narrativo la Gemma di Cyttorak è un oggetto magico rubato da Rogue e Gambit ai fratelli Fenris. Durante lo scontro tra Gambit e Fenomeno, quest'ultimo viene a contatto con la gemma ottenendo un incremento dei propri poteri. Al termine dello scontro Gambit viene ucciso, almeno apparentemente, dallo stesso Fenomeno.
Durante Ultimatum viene ucciso da un gruppo di rivoltosi anti-terroristi guidati dal reverendo William Striker Jr., i quali gli sparano un proiettile velenoso nell'occhio sinistro (unico punto vulnerabile). Poco prima di morire dona i suoi poteri a Rogue, la quale li manterrà per molto tempo, siccome Fenomeno era in fin di vita.

### Marvel Vs Dc
In Marvel vs DC, durante la prima edizione della saga, Fenomeno viene teletrasportato dal Tribunale Vivente e dallo Spettro a Metropolis, dove viene sconfitto in un solo colpo da Superman.

### Marvel Apes
Nell'universo di Marvel Apes, c'è una versione scimmiesca di Fenomeno chiamata "Juggorilla", che è membro degli "Ape-Vengers". Questo Fenomeno è molto più amichevole dell'originale e non ama combattere rifiutando quando ne ha l'occasione.

## Omonimie nell'edizione in italiano
Nella versione italiana il personaggio possiede un omonimo: "Fenomeno" è infatti anche il nome portato da un personaggio che appare nella serie di Iron Man, che in originale si chiama "Freak": un essere mostruoso, calvo, dotato di forza incredibile, violento e di scarso intelletto. In realtà si tratta di Happy Hogan, guardia del corpo di Tony Stark temporaneamente trasformato dalle radiazioni al cobalto. Hogan è vittima della trasformazione solo due volte. Più avanti, sempre nella serie di Iron Man, un nuovo "Fenomeno" è Eddie March, anch'egli colpito dalle radiazioni al cobalto. Non c'è nessuna parentela o affinità con questo Fenomeno (in lingua originale Juggernaut) e l'omonimia è dovuta esclusivamente alle traduzioni italiane dei nomi dei due personaggi.

## Altri media

### Cinema
- Il Fenomeno fa il suo debutto sul grande schermo nel terzo film della serie cinematografica degli X-Men del 2006, X-Men - Conflitto finale; è interpretato dal culturista Vinnie Jones. Esteticamente è molto diverso dal fumetto essendo molto meno grosso e imponente ma comunque estremamente forte. Qui viene rappresentato come un mutante, contrariamente ai fumetti.
- Inizialmente, quando Matthew Vaughn era ancora il regista, in X-Men - Giorni di un futuro passato (2014), doveva essere lui l'uomo che avrebbe liberato Magneto dalla prigione e per il ruolo era stato scelto Josh Helman. Il personaggio è stato poi sostituito da Quicksilver dal regista definitivo Bryan Singer.[3]
- Il Fenomeno torna sul grande schermo come antagonista secondario nel film Deadpool 2 (2018), dove a prestargli la voce e la faccia (sempre coperta dal suo elmo) è stato lo stesso Ryan Reynolds.[4] Qui il Fenomeno è realizzato in CGI ed è fisicamente il più fedele alla sua controparte fumettistica.
- Il personaggio è riapparso anche nel trentaquattresimo film del Marvel Cinematic Universe Deadpool & Wolverine (2024), interpretato stavolta da Aaron W. Reed. In questa versione, il Fenomeno è uno degli scagnozzi di Cassandra Nova nel Vuoto, ma sfortunatamente il suo elmo poteva essere usato per sottomettere e annullare i poteri mentali di Nova (dato che Magneto era già morto in passato per mano della sorella gemella del Professor X), e il mutante forzuto fu preso di mira dai Resistenti quando attaccarono il covo. Durante un duro scontro che ne seguiva, i piedi del Fenomeno furono tagliati via dagli artigli della giovane mutante X-23, facendogli perdere l'equilibrio e cadere a terra sulle ginocchia, e quindi ne fu ucciso e decapitato che gli rimosse con successo l'elmo e lo diede in aria a Deadpool e Wolverine.

### Televisione
- Il Fenomeno è apparso sia nella serie televisiva a cartoni animati degli X-Men, sia in un episodio di L'Uomo Ragno e i suoi fantastici amici, dove è uguale alla sua controparte cartacea.
- Appare anche nella serie animata Insuperabili X-Men e anche qui è molto simile al fumetto; anche le sue origini sono ricalcate fedelmente, poiché nella quarta stagione vi è un episodio dedicato al suo passato e compare la Gemma di Cyttorak. Nel sequel X-Men '97 non è ancora ufficialmente apparso, tuttavia ha due camei sia nella sigla che nell'ottavo episodio della prima stagione quando l'X-Men Morph si trasforma in Fenomeno per combattere Trish Tilby (diventata una Sentinella Prime).
- Il Fenomeno appare nella serie animata X-Men: Evolution dove è però un mutante ed è imprigionato in una prigione acquatica. In questa serie, dopo essere evaso, stringe amicizia con gli X-Men e in particolare con Colosso.
- Il Fenomeno torna anche nella serie animata Wolverine e gli X-Men. Qui appare come membro degli accoliti.
- Il Fenomeno ritorna anche nella celebre serie animata Super Hero Squad Show ed è uno dei numerosi alleati del malvagio Dottor Destino. Non diverso dal fumetto, è tuttavia molto più ingenuo.
- Il personaggio compare anche in un episodio nella serie animata Black Panther. Anche in questa serie è identico al fumetto ed è molto meno stupido.
- Il Fenomeno compare in tre episodi della serie animata Ultimate Spider-Man dove affronta due volte l'Uomo Ragno e nell'ultimo scontro viene sconfitto grazie all'aiuto di Andy, una creatura tenuta costantemente d'occhio dallo S.H.I.E.L.D.. In seguito entra a far parte dello S.H.I.E.L.D..
- Il personaggio compare in Avengers: Assemble.
- Il Fenomeno compare anche nell'anime Disk Wars: Avengers, dove affronta un duro scontro con Hulk, venendo poi sconfitto.

## Cultura pop
Nel 2003, il gruppo My Way Entertainment ha realizzato il video I'm the Juggernaut, Bitch, un ridoppiaggio comico di un episodio della serie animata Insuperabili X-Men in cui viene mostrato Fenomeno esprimersi in una serie di battute dal linguaggio scurrile tra cui appunto I'm the Juggernaut bitch!!. Il video divenne talmente famoso su internet che la frase I'm the Juggernaut, Bitch! venne inserita nel film X-Men - Conflitto finale, sempre pronunciata da Fenomeno, ma nella versione in italiana viene pronunciata diversamente come Io sono il Fenomeno, stupida!!! in un modo per non sentire una simile parolaccia.